# Nuummita
Nuummita es una rara roca metamórfica que consta de los minerales anfíboles gedrita y antofilita. Lleva el nombre del área de Nuuk en Groenlandia donde se encontró.